# Lafayette Escadrille
 Lafayette Escadrille és una pel·lícula de guerra estatunidenca, en blanc i negre, dirigida per William A. Wellman, estrenada el 1958 i produïda per la Warner Bros.. Protagonitzada per Tab Hunter i Etchika Choureaui, també actuen David Janssen i Will Hutchins així com Clint Eastwood en el principal paper secundari. Va ser el darrer film de la carrera del director William A. Wellman i està basat en una història original seva.

## Argument
Durant la Primera Guerra Mundial, un jove estatunidenc arriba a França i s'allista a la Legió estrangera. Destinat a l'Esquadrilla La Fayette, coneix una jove prostituta i se n'enamora.

## Repartiment
- Tab Hunter: Thad Walker
- Etchika Choureau: Renée Beaulieu
- Marcel Dalio: Drillmaster
- David Janssen: Duke Sinclaire
- Paul Fix: General estatunidenc
- Veola Vonn: la senyora
- Will Hutchins: Dave Putnam
- Clint Eastwood: George Moseley
- Robert Hover: Dave Judd
- Tom Laughlin: Arthur Blumenthal
- Brett Halsey: Frank Baylies
- Henry Nakamura: Jimmy
- Maurice Marsac: Sergent Parris
- Raymond Bailey: Amos J. Walker
- William Wellman Jr.: Bill Wellman Senior
- James Garner: Lufberry (no surt als crèdits)
- William A. Wellman: El narrador (no surt als crèdits)